# 北仓站 (朝鲜)
北倉站（韓語：북창역）是朝鮮民主主義人民共和國平安南道北仓郡北仓邑的一個鐵路車站，属于平德线、官下线和得场线。

## 邻近车站
平德线
假仓站 - 北倉站 - 玉泉站
官下线
北倉站 - 官下站
得场线
北倉站 - 阳村站